# 1763 au Canada
Pour un article plus général, voir Chronologie du Canada.
Cet article traite des événements qui se sont produits durant l'année 1763 au Canada.

## Événements
- 10 février : traité de Paris. Le Canada est cédé définitivement par la France aux britanniques. Les îles de Saint-Pierre-et-Miquelon restent les seules possessions françaises[1]. L'article IV du traité de Paris de 1763 reconnaît la liberté de pratiquer la religion catholique « autant que les lois de Grande-Bretagne le permettent »[2].
- 18 avril : pendaison à Québec de Marie-Josephte Corriveau condamnée pour le meurtre de son second mari, Louis Dodier ; sa dépouille est enfermée dans une cage suspendue à la vue des passants à Pointe-Lévy[3]. Cette cage, redécouverte en 1851, inspirera de nombreux écrivains (Philippe Aubert de Gaspé (père) (Les Anciens Canadiens, 1863) et Louis Fréchette).
- 27 avril : début de la rébellion de Pontiac[4].
- 7 mai : Pontiac assiège Fort Detroit (fin en 1765)[4].

- 14 septembre : Les Sénécas mené par Cornplanter attaquent un convoi britannique lors de la Bataille du Trou du Diable près de la Rivière Niagara. Victoire des Sénécas[5].
- 15 septembre : Étienne Montgolfier est nommé évêque de Québec[6].

- 7 octobre : avec la proclamation royale le Bas-Canada est renommé la « Province of Quebec »[7].

- 31 octobre : faute de soutien, Pontiac abandonne le siège de Fort Détroit[8].
- 21 novembre : James Murray est nommé premier gouverneur de la province britannique de Québec (fin en 1766)[9].
- 10 décembre : le dernier gouverneur de la Nouvelle-France Pierre de Rigaud de Vaudreuil est finalement acquitté dans l'Affaire du Canada. Par contre l'intendant François Bigot doit restituer une importante somme d'argent[10].

- Fondation de Paroisse de Maugerville au Fleuve Saint-Jean par des Planters américains.

## Naissances
- 14 janvier : Michel Caron, politicien.
- 3 mars : Joseph-Octave Plessis, archevêque de Québec.
- 6 avril : Jean-Mandé Sigogne, prêtre catholique et missionnaire.
- 28 décembre : John Molson (1763-1836), fondateur de la brasserie Molson.

## Décès

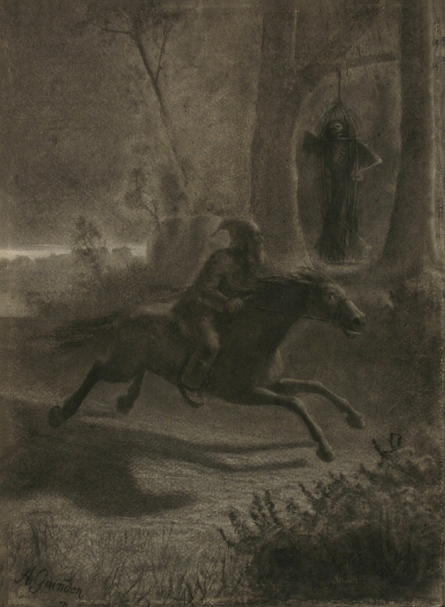
Le corps de la Corriveau exposée dans une cage à l'extérieur.

- 18 avril : Marie-Josephte Corriveau, criminelle (° 1733).